# Robyn Miller
Robyn Charles Miller (Dallas, 6 augustus 1966) is een Amerikaanse computerspelontwikkelaar, componist en filmregisseur. Met zijn broer Rand Miller richtte hij het bedrijf Cyan Worlds op in 1987, dat in 1993 groot succes had met het computerspel Myst.
Na het uitbrengen van het spel Riven, de opvolger van Myst, verliet Miller Cyan om zich te richten op andere projecten die niets met computerspellen te maken hadden.

## Biografie
Robyn Miller begon als ontwerper van Cyan's eerste spellen The Manhole, Spelunx en Cosmic Osmo and the Worlds Beyond the Mackerel. In 1993 bracht Miller samen met zijn broer Rand het spel Myst uit. Dit bleek een groot succes en er kwam een vervolg, genaamd Riven. Miller was hierbij verantwoordelijk voor het visuele aspect, alsmede de gameplay. Miller componeerde de soundtracks voor beide spellen, die ook zijn uitgegeven op cd.
Nadat Riven uitkwam in 1997 verliet Miller het bedrijf. Hij schreef en regisseerde een mockumentary genaamd The Immortal Augustus Gladstone die uitkwam in 2013. De film gaat over een man die denkt een vampier te zijn.
Miller componeerde ook de muziek voor het spel Obduction dat uitkwam in 2016. Hij sloeg in eerste instantie het aanbod af, maar besloot later toch te participeren. Dit was zijn eerste samenwerking met Cyan sinds het vertrek in 1997.

## Discografie
Als componist:
- Myst: The Soundtrack (1995)
- Riven: The Soundtrack (1998)
- The Immortal Augustus Gladstone (2013)
- Obduction - Original Game Soundtrack (2016)

Als bandlid van Ambo:
- 1000 Years and 1 Day (2005)

## Filmografie
- The Immortal Augustus Gladstone (2013, regie en script)